# 半幅

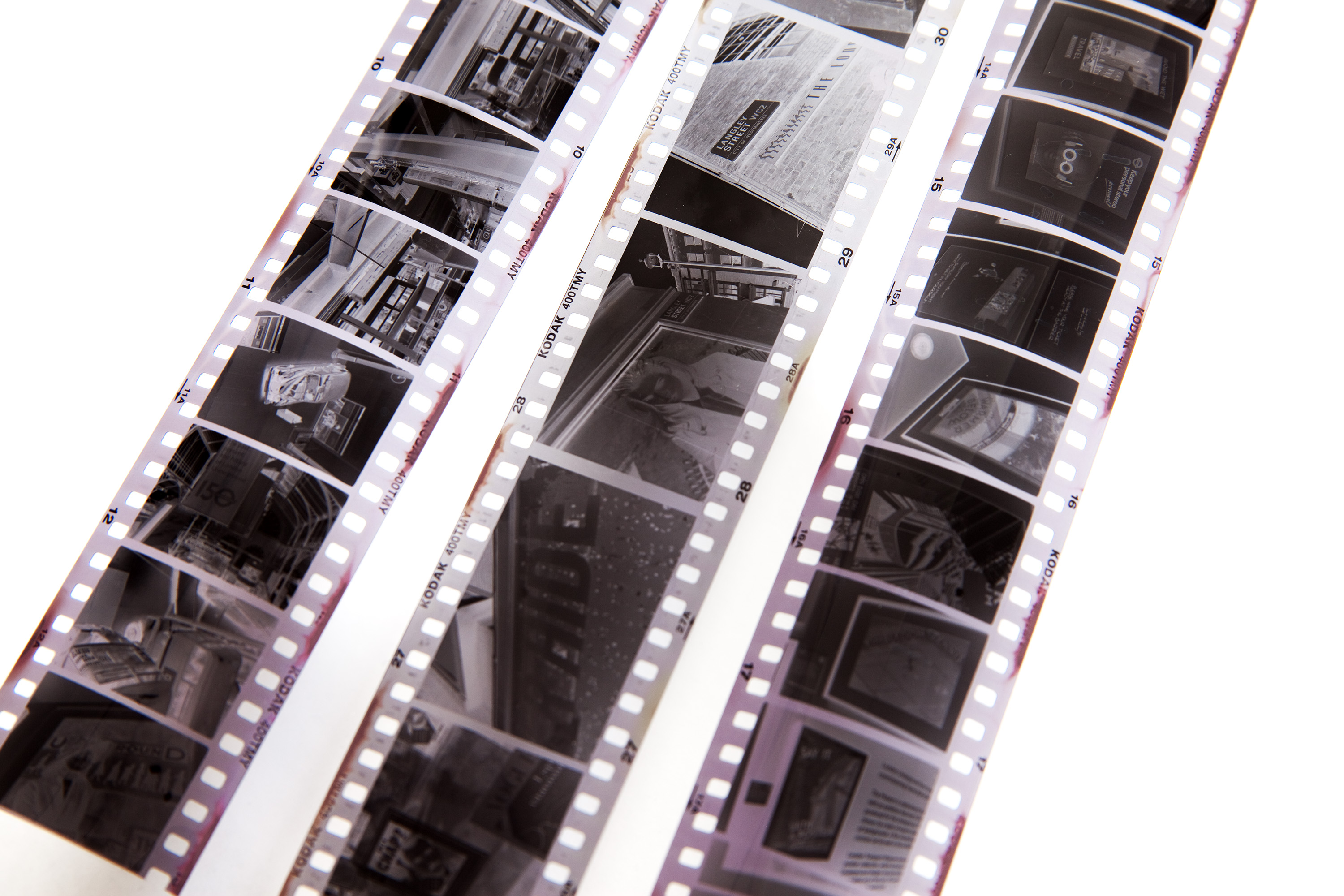
半幅拍摄的胶片（左右两条）与正常拍摄胶片（中间）的对比

半幅（Half-frame）指的是一类成像时候仅使用标准的底片格式一半尺寸大小的规格。
半幅概念即为全幅的一半，也被称作半格，相应的半幅相机也被称作半格机。最常见的半幅指的是135胶片的一半大小，约为 18x24mm。

## 概述

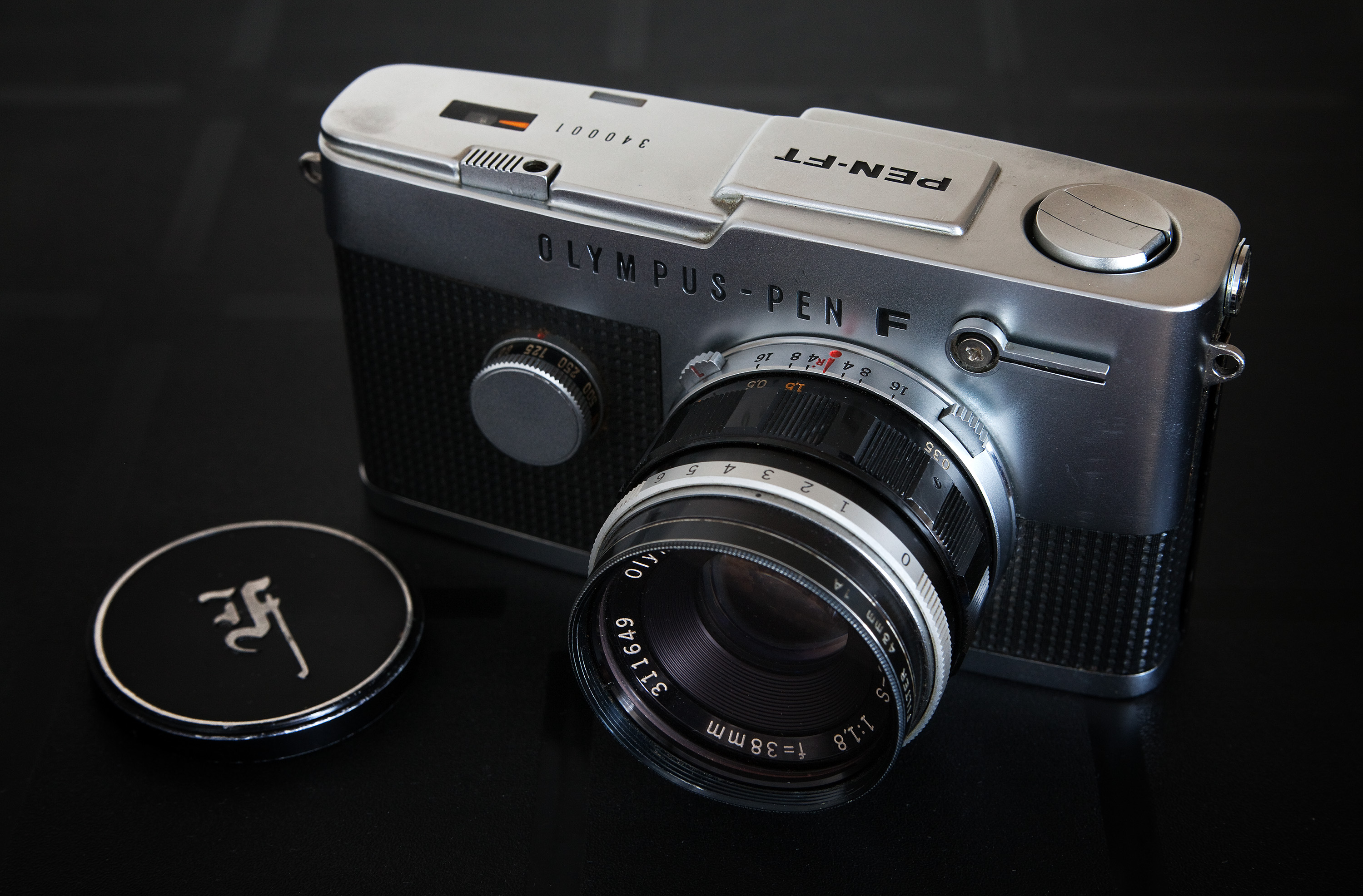
一台奥林巴斯PEN F系列半幅单反相机

半幅的诞生其实与135胶片有密不可分的关系，135规格从电影用35mm胶片而来，采用与取景相同的横向方式进行走片操作而使用到约 36x24mm 面积。如果保持电影机的纵向走片和横向取景，即形成了对胶片的半幅利用。早期的半幅相机造型上也与电影机较为相似，当时称为单幅相机。
在二十世纪六十年代的日本，有一股135半幅相机的风潮，代表作包括奥林巴斯PEN系列相机及佳能 Demi、理光 Automatic Half 等。Pen F 机身紧凑，使用较为易得的135胶卷；同时期的微型相机则需要小于35毫米的胶卷格式的胶卷（如16mm、9.5mm等等）。这股流行趋势在诸如 禄来SL35和奥林巴斯XA等相机诞生后渐渐消退，这类机型在使用全尺寸的135胶片的同时，仍保持了小巧紧凑的外形。
使用半幅相机的一个特点是，同样的胶片用量下可以拍摄翻倍数量的照片，例如135标准卷来说，正常拍摄可以使用36张，使用半幅相机可以拍摄共72张。这一特性对于初学练习用或者經濟上相对不宽裕的用户，提供了一个经济的选择。半幅拍摄时，同样的走卷方式，原本横向的构图变为纵向，即横持相机时候，取景框中为竖幅构图，且3:2的画面纵横比也变为3:4。
一些全幅相机使用特殊的装置，也可以实现半幅拍摄。

## 其他含义
APS-C規格的底片，其尺寸約為24x16mm。與135全画幅規格（约36x24mm）相比，其面積約為 0.44 倍。因此雖然不精確或可能造成溝通上的誤會，在一些專指數位攝影的非正式的場合，也有人會簡單使用半幅來稱呼APS-C規格的片幅。但是严格说来，不能用半幅來形容 APS-C 片幅主機。